# Де Голль-Антоньоз, Женевьев
Женевье́в де Голль-Антоньо́з (фр. Geneviève de Gaulle-Anthonioz; 25 октября 1920, Сен-Жан-де-Валерискль, департамент Гар — 14 февраля 2002, Париж) — участница французского движения Сопротивления во время Второй мировой войны. В послевоенные годы боролась за права человека и против бедности, с 1964 по 1998 год — президент международного движения АТД Четвёртый Мир. Первая женщина, награждённая Большим крестом ордена Почётного легиона.
В мае 2015 года частица земли с её могилы перезахоронена в парижском Пантеоне.

## До войны
Женевьев де Голль была дочерью Ксавье — старшего брата Шарля де Голля. Её отец был горным инженером в Сааре. Ещё в раннем детстве, в возрасте четырёх лет, она потеряла мать. После того, как Саар по результатам плебисцита в 1935 году был возвращён Германии, Женевьев вместе с семьёй перебралась в Рен, где окончила среднее образование. Поскольку почти 15 лет прожила в Сааре, в совершенстве владела, помимо французского, немецким языком.

## Движение Сопротивления
К началу Второй мировой войны и оккупации Франции Германией Женевьев была студенткой исторического факультета в Рене. 18 июня 1940 года она узнала, что её дядя Шарль де Голль произнёс в Лондоне речь, призывавшую французов сражаться за освобождение своей страны. С этого времени она начала участвовать в акциях Сопротивлении: срывала со стен нацистские листовки, а один из флагов с моста через Вилен унесла домой в качестве трофея.
В 1941 году Женевьев поступила в Сорбонну и переехала в Париж, где жила у своей тётки Мадлен, которая была активной участницей движения Сопротивления в составе так называемой «сети Музея человека» (хотя последняя из-за мер конспирации не знала, что работает на эту организацию). В апреле 1943 года Женевьев стала участницей движения «Защита Франции» и занималась выпуском и распространением одноимённой подпольной газеты.
20 июля 1943 года Женевьев де Голль арестовало гестапо. Она оказалась в парижской тюрьме Френ, а позднее в заключении в Компьене. 2 февраля 1944 года её перевели в концентрационный лагерь Равенсбрюк. С ноября 1944 года по приказу Генриха Гиммлера, полагавшему возможным использовать положение Женевьев в качестве одного из козырей на возможных переговорах с её дядей, она была помещена в одиночное заключение в подземный бункер, где провела четыре месяца. После освобождения концлагеря частями Красной армии в феврале 1945 года отправилась в Базель, где встретилась с отцом.

## После войны
В 1946 году Женевьев де Голль вышла замуж за издателя и бывшего участника Движения Сопротивления Бернара Антоньоза (1921—1994). Вместе с другими депортированными она участвовала в создании Ассоциации депортированных и интегрированных участников Сопротивления (ADIR), президентом которой стала. В 1947 году приняла участие в деятельности партии Объединение французского народа, созданной её дядей Шарлем де Голлем. В 1987 году участвовала в качестве свидетеля обвинения в судебном процессе против «лионского палача» Клауса Барби.
В 1958 году Женевьев де Голль-Антоньоз работала в Министерстве культуры, руководимом Андре Мальро. В этом качестве она познакомилась со священником отцом Жозефом Врезенски, который боролся за права бездомных и бедных. Женевьев оставила работу в министерстве и вошла в состав учредителей благотворительного общества «Помощь в нужде» (АТД), которое возглавляла на протяжении многих лет — с 1964 по 1998 годы. Благодаря её многолетней деятельности в 1998 году во Франции был принят специальный закон о борьбе с бедностью.

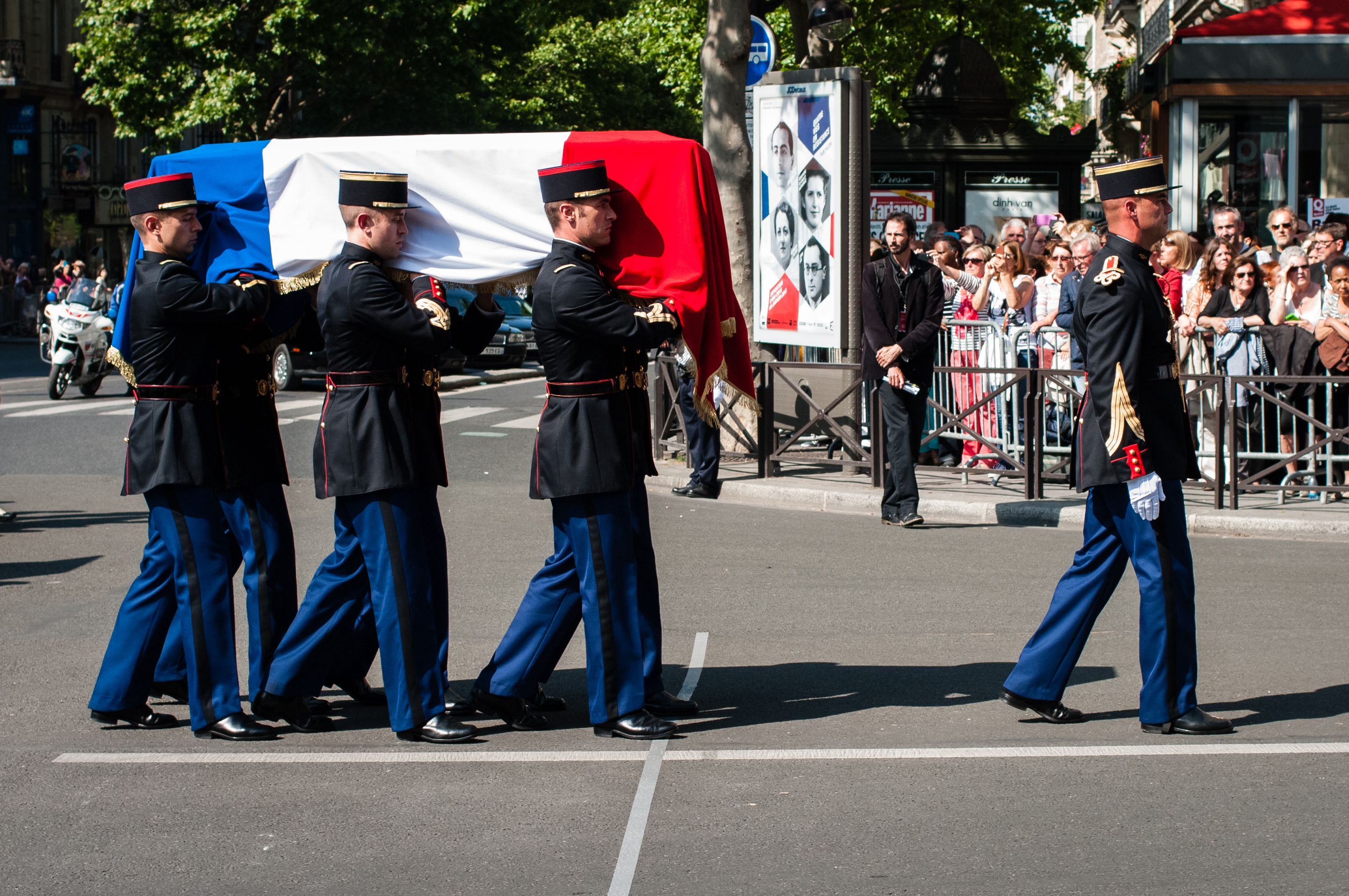
Церемония перезахоронения в парижский Пантеон. 27 мая 2015

## Награды
Женевьев де Голль Антоньоз была награждена Военным крестом, медалью Сопротивления. В 1998 году она стала первой женщиной, награждённой Большим крестом Ордена Почётного легиона.
27 мая 2015 года прах Женевьев де Голль-Антоньоз должен был быть перезахоронен в парижском Пантеоне, но из-за возражений родственников туда была перенесена лишь частица земли с её могилы.